# Le Bois de bouleaux
Pour les articles homonymes, voir Brzezina.
Pour plus de détails, voir Fiche technique et Distribution.
Le Bois de bouleaux (Brzezina) est un film polonais réalisé par Andrzej Wajda, sorti en 1970.

## Synopsis
Dans un petit village de Pologne, Borslaw vit seul avec sa fillette depuis la mort de sa femme dans une maison au fond des bois, désespéré. Stanislaw, frère de Borslaw, dandy gai et sympathique arrive au village, où il vient finir ses jours, étant atteint d'une phtisie au stade terminal. Ce dernier, se sachant condamné, a décidé de profiter de la vie jusqu’au bout.

## Fiche technique
- Titre : Le Bois de bouleaux
- Titre original : Brzezina
- Réalisation : Andrzej Wajda
- Scénario : Andrzej Wajda d'après la nouvelle éponyme de Jaroslaw Iwaszkiewicz
- Pays d'origine : Pologne
- Format : Couleurs - Mono - 35 mm
- Genre : Drame
- Durée : 99 minutes
- Date de sortie : 1970

## Distribution
- Olgierd Lukaszewicz : Stanislaw
- Daniel Olbrychski : Boleslaw
- Emilia Krakowska : Malina
- Marek Perepeczko : Michal
- Elzbieta Zolek : Ola
- Danuta Wodynska : Katarzyna
- Mieczyslaw Stoor : frère du propriétaire du piano
- Alina Szpak : propriétaire du piano
- Jan Domanski : Janek
- Andrzej Kotkowski : homme
- Jerzy Oblamski : juif
- Jerzy Próchnicki : juif
- Irena Skwierczynska : mère de Malina

## Distinctions
Le film a été présenté à la Quinzaine des réalisateurs, en sélection parallèle du festival de Cannes 1972.